# Mireia Belmonte i García
Mireia Belmonte i García (Badalona, 10 de novembre de 1990) és una nedadora catalana, plusmarquista mundial dels 400 metres estils, dels 800 metres lliures i dels 1.500 lliures, que competeix en les categories d'estils, papallona, braça i lliure. Des del 2008 és la clara dominadora en els campionats d'Espanya i ha afermat el seu lideratge en totes les especialitats; és, a més, la nedadora de l'Estat espanyol que més trofeus ha obtingut en competicions internacionals.
Plusmarquista estatal en diverses disciplines, ha participat en quatre Jocs Olímpics: Pequín 2008, Londres 2012, Rio 2016 i Tòquio 2020 on fou l'abandareda juntament amb Saúl Craviotto. Als jocs del 2016 va aconseguir una medalla d'or en els 200 metres papallona, dues medalles de plata en els 200 metres papallona i en els 800 metres lliure, i una medalla de bronze en els 400 metres estils. Als Jocs de Rio 2016 es va convertir en la primera nedadora espanyola a aconseguir una medalla d'or en uns Jocs Olímpics.

## Biografia
Va començar a nedar als quatre anys com a consell mèdic per corregir la seva escoliosi, competint amb el Club Natació Badalona. L'any 2003 va obtenir una beca de la Federació Catalana de Natació per a entrenar al Centre d'Alt Rendiment (CAR) de Sant Cugat del Vallès a les ordres de Jordi Murio i va fitxar pel Club Natació l'Hospitalet. Després de romandre 6 anys en aquest club, la temporada 2008/09 va fitxar pel Club Natació Sabadell, encara que seguia entrenant al CAR de Sant Cugat del Vallès, ara a les ordres de Carles Subirana i amb beca de la Reial Federació Espanyola de Natació. A finals de 2012 el CN Sabadell va anunciar que no li renovaria el contracte i fitxà al mes de gener de 2013 per l'UCAM de Múrcia.
L'any 2013 va rebre la medalla de plata de la Real Orden del Mérito Deportivo, una de les més altes distincions que s'atorguen a l'esport a Espanya, que concedeix anualment el Govern de la nació a través del Consejo Superior de Deportes. També participa per primera vegada en el Duel in the pool, la 'Ryder Cup' de la natació, que enfronta als combinats d'Europa i dels Estats Units. Belmonte va ser nomenada MVP de la competició després de vèncer en les quatre proves en què va participar (400 estils, 400 lliures, 800 lliures i 200 papallona).
Recentment, l'alcalde de Badalona ha anunciat la intenció que es concedeixi el títol de filla predilecta de la ciutat a la nedadora. També a la seva ciutat natal està en marxa un projecte de construcció d'un complex esportiu que ha d'incloure la primera piscina de 50 metres de la ciutat, el qual ha de dur el nom de la nedadora i que havia d'estar enllestit el 2016.

### Plusmarques estatals
En piscina llarga, actualment té els rècords d'Espanya de 400 estils (4:31.21, al Campionat Mundial de Barcelona 2013) i 200 estils (2:09.45, Barcelona 2013), el de 200 m papallona (2:04.78, Barcelona 2013). Als Jocs Olímpics de Londres va aconseguir el de 800 estils (8:18.76). Al campionat d'Europa de 2014 celebrats a Berlín va batre el rècord d'Espanya dels 1.500 m lliures amb un temps de 15:57.29.
En piscina curta, posseeix els rècords dels 100 estils (1:00.80, Sabadell 2011), 200 estils (2:05.73, Dubai 2010), 400 estils (4:21.23, Herning 2013), 200 papallona (2:01.52, Herning 2012), 400 lliures (3:54.52, Berlín 2013), 800 lliures (7:59.34, Berlín 2013) i 1.500 lliures (15:26.95, Castelló 2013).
Fins als Campionats d'Espanya de Natació de Barcelona 2014, Mireia Belmonte ha batut 25 vegades un rècord nacional en piscina curta i 33 vegades en piscina llarga.

### Plusmarques internacionals
Mireia és actualment plusmarquista mundial dels 400 estils (3:54.52, Berlín 2013), dels 800 estils (7:59.34, Berlín 2013) i dels 1.500 estils (15:26.95, Castelló 2013). També ostenta els rècords d'Europa de piscina curta en les tres modalitats anteriors i en els 200 papallona (1:59.61, Doha 2014), convertint-se en la primera dona a nedar aquesta distància per sota dels dos minuts.

## Historial esportiu

### Jocs Olímpics
Va debutar en uns Jocs Olímpics a les Olimpíades de Pequín 2008. En total ha participat en tres Jocs Olímpics: Pequín 2008, Londres 2012 i Rio 2016. Als Jocs de Rio 2016 es va convertir en la primera nedadora espanyola que va aconseguir una medalla d'or en uns Jocs Olímpics.

#### Jocs Olímpics de Pequín 2008
El 9 d'agost de 2008 es va convertir en nedadora olímpica en participar en els Jocs Olímpics de Pequín 2008, on va competir en les proves de 200 braça, 200 estils i 400 estils, i formà part del relleu 4x100 estils d'Espanya. Va aconseguir el rècord estatal en 400 estils, encara que només va poder quedar classificada en la 14a posició, la mateixa posició que va aconseguir en els 200 estils.

#### Jocs Olímpics de Londres 2012

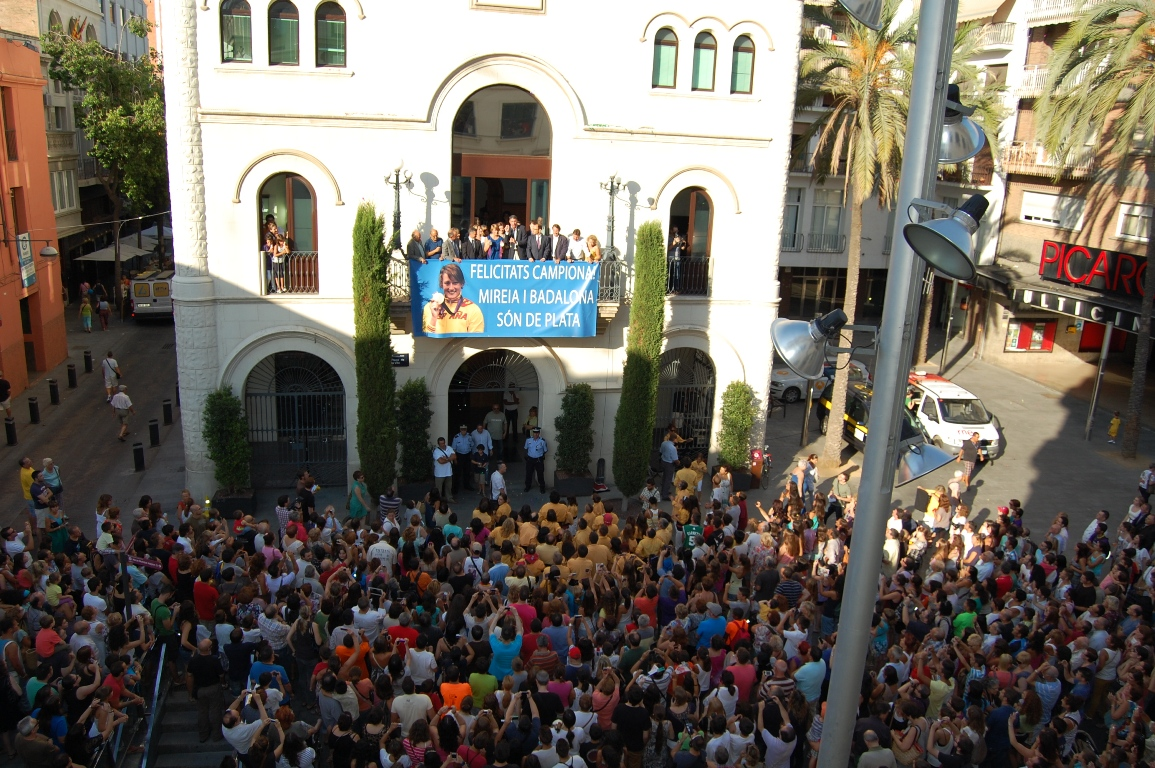
Rebuda a l'Ajuntament de Badalona després dels Jocs Olímpics de Londres

L'1 d'agost de 2012, Mireia Belmonte guanyà la primera medalla de plata olímpica de natació als Jocs Olímpics d'Estiu de 2012 a la prova dels 200 metres papallona darrere la número 1 del món, la xinesa Jiao Liuyang, amb un temps de 2:05.25. Dos dies després va aconseguir la seva segona medalla d'argent, aquest cop en els 800 metres lliures, prova en què a més, amb un temps de 8:18.76, va batre en 4 segons el rècord estatal espanyol, que ella mateixa havia fixat en 8:22.78 el desembre de 2011.

#### Jocs Olímpics de Rio 2016
A començaments d'any, Mireia es va plantejar no assistir als Jocs Olímpics de Rio per l'amenaça del virus del Zika, tot i que finalment va decidir assistir-hi. En la primera prova que va participar, els 400 estils, va aconseguir una medalla de bronze amb un temps de 4:32.39, la seva millor marca de l'any. El 10 d'agost va guanyar la medalla d'or en els 200 m papallona, vencent per 3 centèsimes a la nedadora australiana Madeline Groves.

#### Medaller olímpic
| Jocs Olímpics d'Estiu |                                        |         |                 |            |
| Any                   | Esdeveniment                           | Posició | Categoria       | Temps      |
| 2012                  | Jocs Olímpics de Londres ( Anglaterra) | Plata   | 200 m papallona | 2:05.25 NR |
| 2012                  | Jocs Olímpics de Londres ( Anglaterra) | Plata   | 800 m lliures   | 8:18.76 NR |
| 2016                  | Jocs Olímpics de Rio ( Brasil)         | Or      | 200 m papallona | 2.04.85    |
| 2016                  | Jocs Olímpics de Rio ( Brasil)         | Bronze  | 400 m estils    | 4:32.39    |

### Mundials

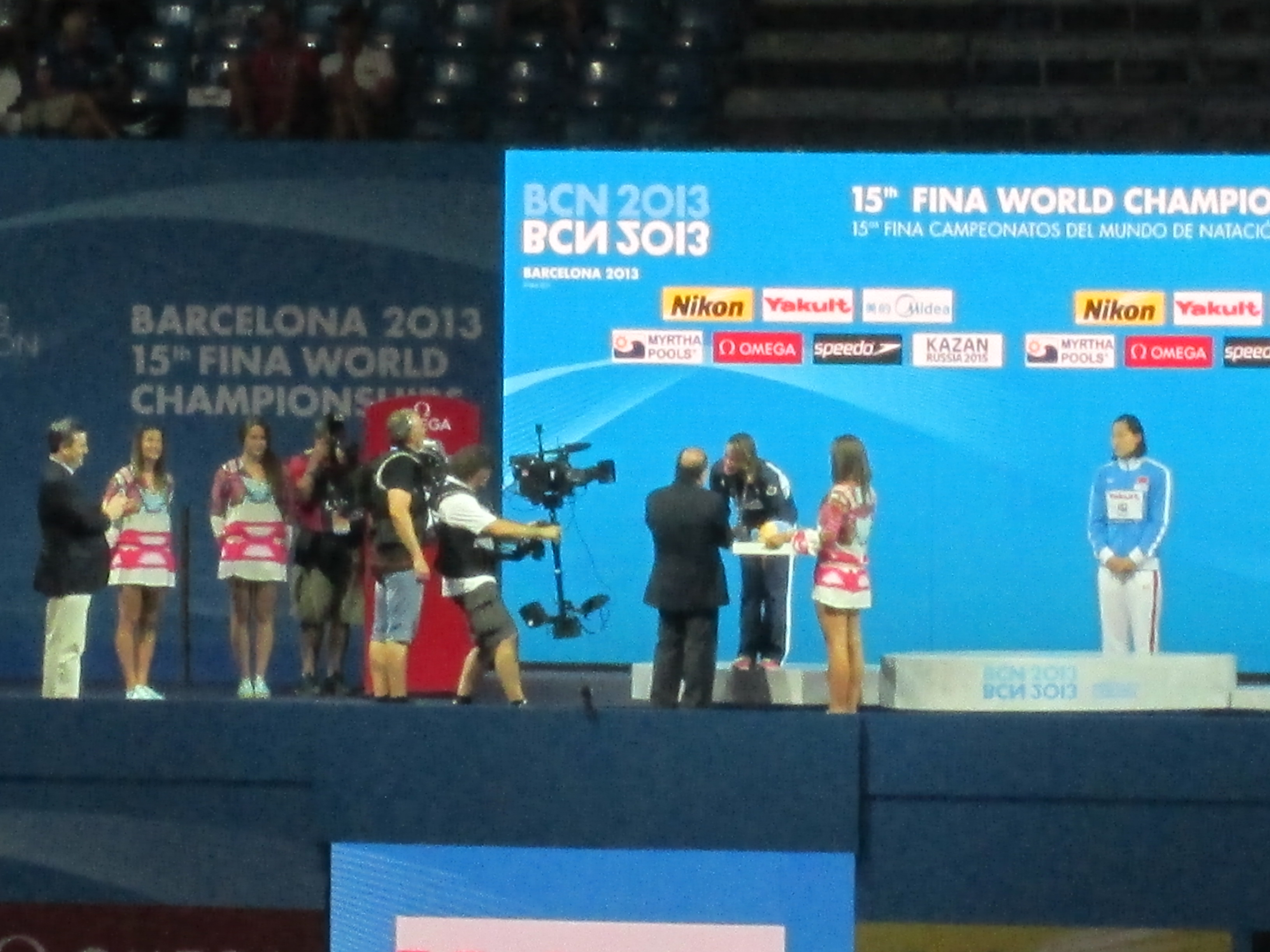
Mireia Belmonte recollint una medalla de plata al Mundial de Barcelona 2013

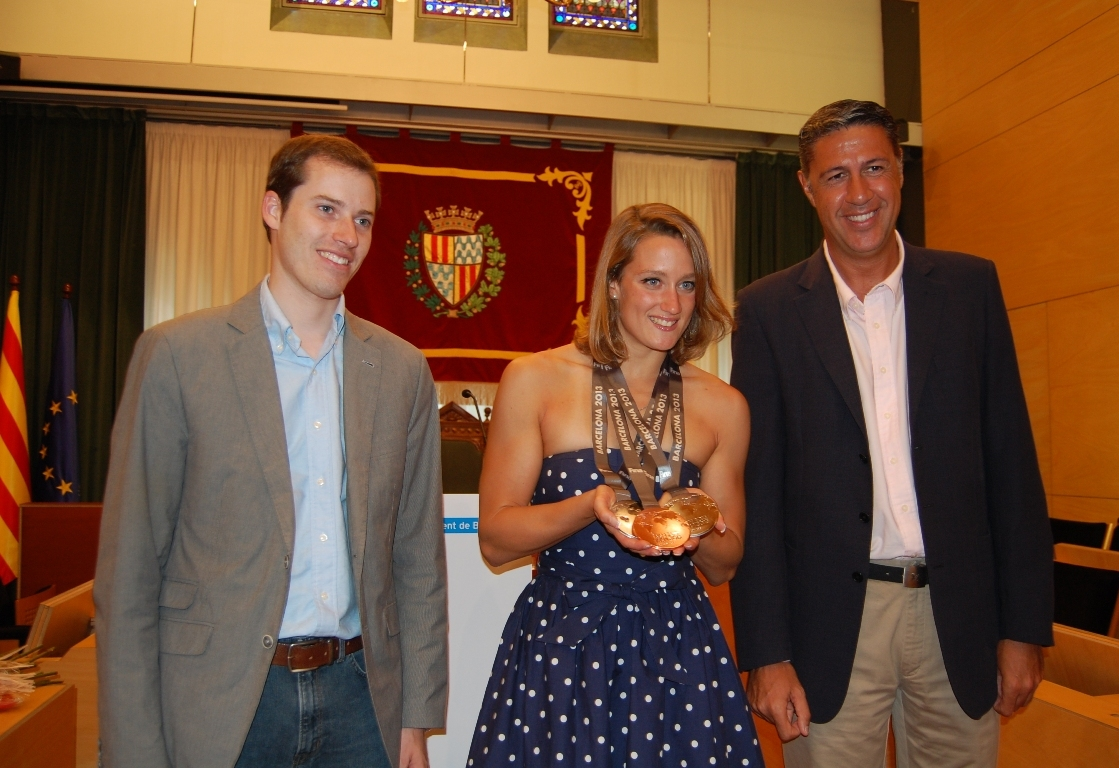
Recepció a l'Ajuntament de Badalona després de les tres medalles al Mundial de Barcelona 2013

Abans de debutar en un campionat mundial absolut, ho va fer al Campionat del Món Júnior que es va disputar l'any 2006 a Río de Janeiro (Brasil). Va aconseguir la medalla d'or i es va proclamar campiona mundial dels 400 m lliures i dels 400 m estils.

#### Campionats del Món
El Campionat del Món de natació se celebra cada dos anys. Mireia va debutar en un Campionat del Món absolut l'any 2007 a Melbourne, on va participar en les proves de 200 papallona, 200 estils i 400 estils. També ho va fer al Campionat de Roma de 2009 i al de Xangai 2011, on es va quedar a set dècimes de la medalla de bronze als 400 m. estils, i va finalitzar com a quarta classificada.
Al Campionat del Món de natació de 2013, disputat a Barcelona, es classificà per a disputar les proves de 400, 800 i 1.500 m lliures, 200 metres papallona, i 200 i 400 m estils, així com els relleus de 4x200 m. lliures. A la prova de 1.500 m. lliures va quedar fora del repartiment de medalles en acabar en 4t lloc, malgrat haver aconseguit un nou rècord espanyol amb un temps de 15:58.83. En els 200 m papallona es va classificar per a la final amb solvència després de marcar el millor temps tant a les sèries preliminars (2:07.21) com a la semifinals (2:06.53). En canvi, però, a la final no va poder mantenir la tònica i va fer 2n lloc amb nou rècord d'Espanya inclòs. La marca de 2:04:78 només va ser superada per la xinesa Liu Zige, campiona olímpica a Pequín 2008, que va aturar el cronòmetre en 2:04:56. A la prova dels 800 m lliures es classificà per a la final després de fer el quart millor registre, i va quedar segona de la seva semifinal amb un temps de 8:25.03. A la final només va poder fer 5è lloc després que l'estatunidenca Katie Ledecky, de només setze anys, s'embutxaqués l'or amb rècord del món inclòs, la qual cosa va rebaixar la marca fins als 8:13.86. En 400 m estils, es classificà per a la final després de fer 4:34.64, el segon millor temps de la sèrie i del còmput global, per darrere de l'hongaresa Katinka Hosszu, que va aturar el cronòmetre a 4:32.72.
Mireia no va participar en els mundials del 2015, disputats a Kazan, a causa de les diverses lesions a les espatlles i després de moltes proves, va comunicar que seria baixa amb l'objectiu d'estar al màxim nivell per als Jocs olímpics de Rio de Janeiro 2016.
En els mundials del 2017, Belmonte aconsegueix entrar a la final dels 1.500 metres lliures després de quedar segona a les semifinals. A la final, Belmonte repetiria segona posició aconseguint la medalla de plata darrera de la totpoderosa Katie Ledecky i aconseguint rècord d'Espanya. A la prova en què l'any anterior havia estat campiona olímpica a Rio, Belmonte aconseguiria arribar a la final després de fer el tercer millor temps a les semifinals. En una final molt ajustada, Berlmonte seria primera i medalla d'or després d'un frec a frec amb la hongaresa Katinka Hosszu.

#### Campionats del Món en piscina curta
El Campionat del Món en piscina curta (25 metres) se celebra cada dos anys. Mireia va debutar el 9 d'abril de 2008 al Campionat del Món de Manchester, Anglaterra, on va aconseguir la medalla de bronze en els 400 estils amb un temps de 4:27,55, temps que hagués estat rècord del món, de no ser perquè el va batre la guanyadora, Coventry, que va aconseguir l'or amb un temps de 4:26,52. Va destacar d'aquesta final que Mireia comencés anant vuitena, però un excel·lent tram de braça la va portar fins al tercer lloc, estant molt a prop de la segona Hannah Miley (GBR) que va acabar amb un temps de 4:27,27; va ser una de les curses més interessants de la història d'aquesta prova.
Al Mundial en piscina curta de Dubai va aconseguir tres medalles d'or i una de plata. Va guanyar medalla d'or en els 200 m papallona (2:03.59), en els 400 m estils (4:24.21, nou rècord d'Europa) i en els 200 m estils (2:05.73, nou rècord d'Espanya), i medalla de plata en els 800 m lliures.
En el següent Campionat del Món en piscina curta, celebrat a Doha (Qatar), Mireia va aconseguir en la primera jornada dues medalles d'or, en els 200 m. papallona (1:59.61) i en els 400 m estils (4:19.86), batent en totes dues proves el rècord del món vigent. L'endemà, es feu amb el tercer or després de guanyar els 800 metres lliures sense, aquesta vegada, va batre el rècord del món, que està en possessió seva. Un dia després, guanyà la seva quarta medalla d'or a la prova dels 400 metres lliures, i va aturar el cronòmetre en 3 minuts 55 segons i 76 centèsimes.

#### Copa del Món
Els primers èxits de Mireia a la Copa del Món van ser a Estocolm l'any 2009, on va aconseguir dues medalles d'or en els 200 i en els 400 m estils. Mireia va fer història a la Copa del Món de natació en piscina curta que es va disputar el mes d'agost de 2013 a Berlín, en proclamar-se campiona dels 800 metres lliures, va batre el rècord mundial i va aconseguir ser la primera dona a la història en baixar dels vuit minuts. El seu crono va ser de 7:59.34. A la segona jornada del campionat, també va fer el rècord del món dels 400 metres lliures, perquè va aturar el crono als 3:54.52. Va finalitzar la Copa del Món del 2013 amb 25 medalles: 8 medalles d'or, 8 medalles de plata i 9 medalles de bronze.
En la Copa del Món de 2014 va finalitzar amb un total de 31 medalles: 13 d'or, 16 d'argent i 2 de bronze. Les proves amb les que va obtenir més medalles van ser els 400 i 800 lliures, els 200 papallona i els 400 estils. Fins a tres vegades va quedar finalista en la prova dels 200 esquena aconseguint la cinquena posició i una vegada en els 100 m estils, quedant vuitena. Per punts a la classificació general va quedar quarta, amb un total de 321 punts.

#### Medaller mundialista
| Mundials |                                                                    |         |                 |             |
| Any      | Esdeveniment                                                       | Posició | Categoria       | Temps       |
| 2006     | Mundial Júnior de Río de Janeiro ( Brasil)                         | Or      | 400 m lliures   | 4:14.29     |
| 2006     | Mundial Júnior de Río de Janeiro ( Brasil)                         | Or      | 400 m estils    | 4:47.38     |
| 2008     | Mundial de Manchester ( Anglaterra) · en piscina curta (25 m.)     | Plata   | 200 m estils    | 2:07.47     |
| 2008     | Mundial de Manchester ( Anglaterra) · en piscina curta (25 m.)     | Bronze  | 400 m estils    | 4:27.55     |
| 2010     | Mundial de Dubai ( Emirats Àrabs Units) · en piscina curta (25 m.) | Or      | 200 m papallona | 2:03.59     |
| 2010     | Mundial de Dubai ( Emirats Àrabs Units) · en piscina curta (25 m.) | Or      | 200 m estils    | 2:05.73 NR  |
| 2010     | Mundial de Dubai ( Emirats Àrabs Units) · en piscina curta (25 m.) | Plata   | 800 m lliures   | 8:12.48     |
| 2010     | Mundial de Dubai ( Emirats Àrabs Units) · en piscina curta (25 m.) | Or      | 400 m estils    | 4:24.21 AR  |
| 2013     | Mundial de Barcelona ( Catalunya)                                  | Bronze  | 200 m estils    | 2:09.45 NR  |
| 2013     | Mundial de Barcelona ( Catalunya)                                  | Plata   | 200 m papallona | 2:04.78 NR  |
| 2013     | Mundial de Barcelona ( Catalunya)                                  | Plata   | 400 m estils    | 4:31.21 AR  |
| 2014     | Mundial de Doha ( Qatar) · en piscina curta (25 m.)                | Or      | 400 m estils    | 4:19.86 WR  |
| 2014     | Mundial de Doha ( Qatar) · en piscina curta (25 m.)                | Or      | 200 m papallona | 1:59.61 WR  |
| 2014     | Mundial de Doha ( Qatar) · en piscina curta (25 m.)                | Or      | 400 m lliures   | 3:55.76     |
| 2014     | Mundial de Doha ( Qatar) · en piscina curta (25 m.)                | Or      | 800 m lliures   | 8:03.41 CR  |
| 2017     | Mundial de Budapest ( Hongria)                                     | Plata   | 200 m papallona | 2:05.26     |
| 2017     | Mundial de Budapest ( Hongria)                                     | Plata   | 1.500 m lliures | 15:50.29 NR |
| 2017     | Mundial de Budapest ( Hongria)                                     | Plata   | 400 m estils    | 4:32.17     |

### Europeus

#### Campionats d'Europa
El 21 de març de 2008, al Campionat d'Europa de natació disputat a Eindhoven, Països Baixos, va guanyar la final individual femenina de 200 m estils, aconseguint el rècord dels campionats amb un temps de 2:11,16 i es va alçar amb la medalla de bronze en els 200 m papallona. També va assolir la 8a plaça a la final individual femenina dels 400 m estils. Als europeus de Debrecen l'any 2012 es va proclamar campiona d'Europa en els 1.500 m. lliures, i subcampiona en els 400 m. lliures.
En el mes d'abril de 2014 va batre el seu propi rècord d'Espanya dels 1.500 metres lliures amb un temps de 15:58:07, aconseguint a més la mínima per als Europeus de Berlín que s'han disputat aquest mes d'agost, en els quals n'ha aconseguit sis medalles. A la primera prova en què va participar, els 5 quilòmetres en aigües obertes, va aconseguir una medalla de bronze en una prova inèdita per a ella. També va aconseguir la medalla d'or als 1.500 m. lliures (15:57.29, nou rècord d'Espanya) i als 200 m. papallona (02:04.79), dues medalles de plata en els 400 m. estils i en els 800 m. lliures, i una altra de bronze als 400 m. lliures.

#### Campionats d'Europa en piscina curta

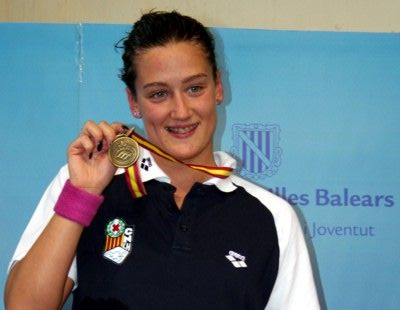
Mireia Belmonte amb la medalla d'or dels 200 m estils, en el Campionat Europeu de Natació de 2008

La primera medalla de Mireia en uns europeus en piscina curta va ser a l'europeu de Debrecen l'any 2007, en aconseguir una medalla de plata en els 400 m estils. El 14 de desembre de 2008 va batre el rècord del món dels 400 m estils en piscina curta amb un temps de 4:25,06 i aconseguí la medalla d'or en els Campionats d'Europa de piscina curta de Rijeka (Croàcia). L'anterior rècord estava en poder de l'estatunidenca Julia Smit, amb 4:25.87, des del 28 de novembre de 2008 a Toronto, Canadà. Fins aquell moment tan sols dos nedadors amb nacionalitat espanyola havien posseït rècords mundials: Martín López-Zubero i Nina Zivanevskaya. Als europeus d'Istanbul l'any 2009 també va aconseguir la plata als 400 m estils.
Després de dos anys sense medalla als europeus en piscina curta, l'any 2011 a Szczecin (Polònia) Mireia en guanya quatre, totes quatre d'or, als 400 m lliures (3:56.39), 200 m. papallona (2:03.37), 200 m estils (2:07.06) i 400 m estils (4:24.55). Dos anys després, també se'n va endur quatre medalles d'or a Herning (Dinamarca) en els 200 m papallona (2:01.52, nou rècord d'Europa), 400 m lliures (3:56.14), 800 m lliures (8:05.18) i 400 m estils (4:21.23).

#### Medaller europeista
| Europeus |                                                             |         |                      |                |
| Any      | Esdeveniment                                                | Posició | Categoria            | Temps          |
| 2007     | Campionat de Debrecen ( Hongria) · en piscina curta (25 m.) | Plata   | 400 m estils         | 4:31.06 NR     |
| 2008     | Campionat d'Eindhoven ( Països Baixos)                      | Bronze  | 200 m papallona      | 2:09.32 NR     |
| 2008     | Campionat d'Eindhoven ( Països Baixos)                      | Or      | 200 m estils         | 2:11.16 CR NR  |
| 2008     | Campionat de Rijeka ( Croàcia) · en piscina curta (25 m.)   | Or      | 400 m estils         | 4:25.06 WR     |
| 2009     | Campionat d'Istanbul ( Turquia) · en piscina curta (25 m.)  | Plata   | 400 m estils         | 4:27.60        |
| 2011     | Campionat d'Szczecin ( Polònia) · en piscina curta (25 m.)  | Or      | 400 m lliures        | 3:56.39        |
| 2011     | Campionat d'Szczecin ( Polònia) · en piscina curta (25 m.)  | Or      | 400 m estils         | 4:24.55        |
| 2011     | Campionat d'Szczecin ( Polònia) · en piscina curta (25 m.)  | Or      | 200 m papallona      | 2:03.37        |
| 2011     | Campionat d'Szczecin ( Polònia) · en piscina curta (25 m.)  | Or      | 200 m estils         | 2:07.06        |
| 2012     | Campionat de Debrecen ( Hongria)                            | Or      | 1.500 m lliures      | 16:05.34       |
| 2012     | Campionat de Debrecen ( Hongria)                            | Plata   | 400 m lliures        | 4:05.45        |
| 2013     | Campionat d'Herning ( Dinamarca) · en piscina curta (25 m.) | Or      | 400 m lliures        | 3:56.14        |
| 2013     | Campionat d'Herning ( Dinamarca) · en piscina curta (25 m.) | Or      | 400 m estils         | 4:21.23 AR     |
| 2013     | Campionat d'Herning ( Dinamarca) · en piscina curta (25 m.) | Or      | 800 m lliures        | 8:05.18        |
| 2013     | Campionat d'Herning ( Dinamarca) · en piscina curta (25 m.) | Or      | 200 m papallona      | 2:01.52 AR     |
| 2014     | Campionat de Berlín ( Alemanya)                             | Bronze  | 5 km. aigües obertes | 58:41.4        |
| 2014     | Campionat de Berlín ( Alemanya)                             | Plata   | 400 m estils         | 4:33.13        |
| 2014     | Campionat de Berlín ( Alemanya)                             | Plata   | 800 m lliures        | 8:21.22        |
| 2014     | Campionat de Berlín ( Alemanya)                             | Or      | 1.500 m lliures      | 15:57.29 NR CR |
| 2014     | Campionat de Berlín ( Alemanya)                             | Or      | 200 m papallona      | 2:04.79 CR     |
| 2014     | Campionat de Berlín ( Alemanya)                             | Bronze  | 400 m lliures        | 4:04.01        |